# Parthénocarpie

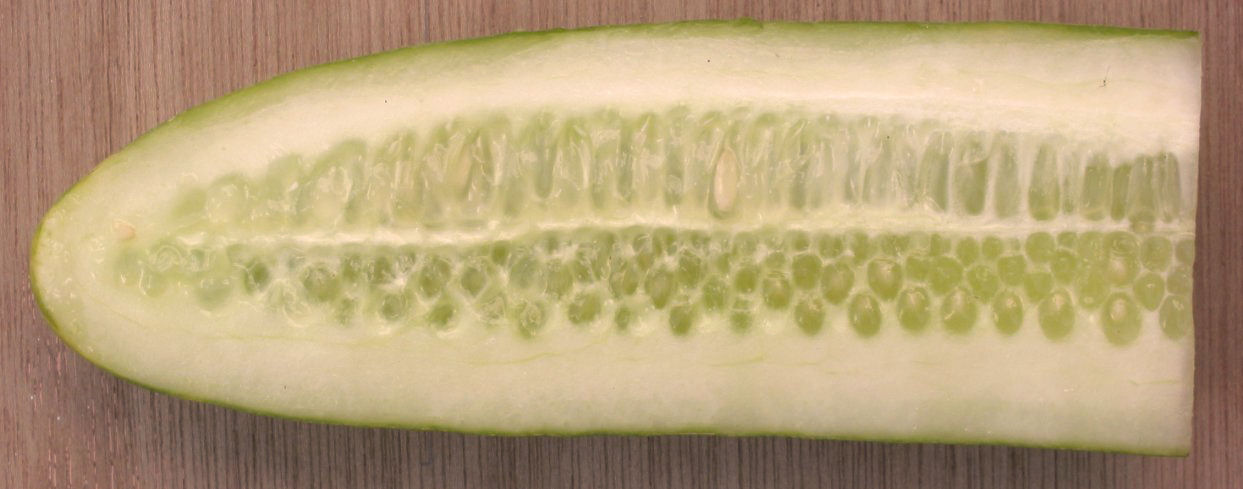
Section longitudinale d'un concombre parthénocarpique mûr.

La parthénocarpie (du grec « graine vierge ») est la production de fruits sans fécondation d'ovule. À ne pas confondre avec la parthénogénèse qui, elle, donne un embryon viable.
Le fruit se développe comme si la fleur avait été fécondée, mais les fruits ainsi produits (banane, clémentine…) ne contiennent pas de graines ou les graines ne contiennent pas d'embryons,. Dans ces conditions, seule la multiplication végétative permet à la plante de se reproduire.

## Utilité de la parthénocarpie
On pense que la parthénocarpie peut se révéler utile à certaines plantes leur servant de défense passive contre les prédateurs de graines. Par exemple, 20 % des fruits du panais sauvage sont parthénocarpiques. Ces panais sans graine sont préférés par certains herbivores, ce qui permet aux panais fécondés de se développer sans problème.
De plus, être capable de produire des fruits sans graines quand la pollinisation a échoué peut être un avantage pour la plante, car cela permet de fournir de la nourriture aux animaux disperseurs qui, sans cela, pourraient mourir de faim ou migrer, ce qui empêcherait les dispersions de graines les années suivantes.

### Importance commerciale
La possibilité de produire des fruits sans graine est intéressante commercialement pour les fruits à graines dures tels que la banane, l'orange, le pamplemousse ou le kaki. L'induction de la parthénocarpie chez les plants de chanvre (Cannabis sativa L.) permet d'augmenter la production de résine riche en composés psychoactifs.
La parthénocarpie est également intéressante pour les fruits difficiles à polliniser ou à féconder comme la tomate ou la courge. Pour les espèces dioïques telles que le kaki, la parthénocarpie augmente la production de fruits puisqu'il n'est pas nécessaire de planter des arbres mâles dans les vergers pour produire du pollen.
Les horticulteurs ont sélectionné et propagé des cultivars parthénocarpiques de nombreux genres de plantes, y compris le figuier, le figuier de Barbarie, l'arbre à pain et l'aubergine. Certaines plantes telles que le concombre ou l'ananas produisent des fruits parthénocarpiques lorsqu'un seul individu est cultivé, du fait de leur incapacité d'autopollinisation.
La parthénocarpie n'est évidemment pas intéressante dans la production de fruits tels que les noix ou les pistaches, où la graine est la partie comestible.

## Types de parthénocarpie

### Parthénocarpie stimulée
Chez certaines plantes, comme la pastèque sans graine, une pollinisation ou une autre stimulation est nécessaire pour déclencher la parthénocarpie. La banane a besoin d'une stimulation, car elle est triploïde et ne peut donc pas produire de graine. Aussi étrange que cela puisse paraître, la pastèque sans graine est propagée par graines issues d'un parent diploïde et d'un parent tétraploïde afin de produire des graines triploïdes.

### Parthénocarpie végétative
La parthénocarpie végétative est celle ne nécessitant ni pollinisation ni autre stimulation. C'est le cas du concombre ou de la figue.

### Parthénocarpie provoquée
Certaines plantes sont naturellement partiellement parthénocarpiques, mais on peut provoquer la parthénocarpie sur n'importe quelle plante à l'aide d'agents chimiques tel l'éthylène ou d'autres hormones végétales naturelles (auxines, gibbérellines) ou de substances synthétiques imitant les hormones (acide 2-naphtoxyacétique). Ces produits sont appliqués ou vaporisés sur les plants, ils peuvent aussi être injectés directement dans les jeunes fruits.

## Exemple d'espèces à tendances parthénocarpiques
- L'Érable à écorce de papier
- Certaines espèces dioïques qui forment des fruits non fécondés en l'absence d'individus mâles à proximité (kaki, chanvre, etc.)